# Murroe
Murroe (irl. Maigh Rua) – wieś w środkowo-wschodniej Irlandii, w hrabstwie Limerick. Ludność w 2011 roku wynosiła 311 mieszkańców.